# Холмогорська порода
Холмогорська порода — порода великої рогатої худоби молочного напряму. Є найстарішою і однією з найкращих порід, що розводяться у РФ. Виведена у 18 столітті в Холмогорському і Архангельському повітах Архангельської губернії Росії схрещуванням місцевої худоби з голландською породою, в умовах добрих заплавних лук і пасовищ. Холмогорська худоба за рівнем молочної продуктивності серед корів РФ поступається лише чорно-строкатій худобі (дані 1993 року).

## Історія
Розвитку скотарства у районі заплави річки Північна Двіна сприяла наявність заплавних лук і пасовищ з багатим травостоєм. Перші спроби поліпшення місцевої двинської худоби голландською породою було здійснено 1725 року. З 1765 по 1898 роки у Архангельську губернію періодично надходила худоба з Голландії і Гольштинії.
У 1936—1937 роках робилися спроби схрещування з використанням бугаїв остфризької породи для підвищення молочности і покращення екстер'єру холмогорської худоби. Однак, вміст жиру в молоці помісних корів помітно знизився і схрещування було припинене.
На початку 1990-х років у Росії створювалися нові типи тварин холмогорської породи з використанням бугаїв голштинської породи.
На початок 1990 року у холмогорській породі нараховувалося 2137 тис. голів.

## Опис
Основна масть тварин чорно-ряба, трапляються червоно-ряба, чорна. У тварин міцний кістяк, голова видовжена, шия довга, тонка, спина рівна, груди неглибокі, з невеликим підгруддям, вим'я добре і рівномірно розвинене. Жива маса бугаїв 800—1000 кг, корів 500—550 кг. Висота в холці складає 135—140 см. Середньорічні надої 3500— 4000 кг (рекорд 10 000 кг) молока жирністю 3,6—3,8 %. У тварин непогані м'ясні якості. Худоба холмогорської породи добре акліматизується, що сприяло її поширенню та розведенню в північних і центральних районах європейської частини РФ і в Східному Сибіру.